# John Austin (tenista)
John Austin (Long Beach, 31 de Julho de 1957) é um ex-tenista profissional estadunidense. Ele é irmão de Tracy Austin.

## Duplas Mistas: 2 (1 título, 1 vice)
| Posição | Ano  | Campeonato | Piso  | Parceira     | Oponentes                       | Placar             |
| ------- | ---- | ---------- | ----- | ------------ | ------------------------------- | ------------------ |
| Campeão | 1980 | Wimbledon  | Grama | Tracy Austin | Dianne Fromholtz Mark Edmondson | 4–6, 7–6(8–6), 6–3 |
| Vice    | 1981 | Wimbledon  | Grama | Tracy        | Betty Stöve Frew McMillan       | 4–6, 7–6(7–2), 6–3 |